# Mono (együttes)
A Mono japán instrumentális rockegyüttes. Post-rockot és kortárs klasszikus zenét játszik. 1999-ben alakult meg Tokióban.

## Tagok
Jelenlegi tagok
- Takaakira "Taka" Goto – gitár, glockenspiel
- Hideki "Yoda" Suematsu – ritmusgitár, glockenspiel
- Tamaki Kunishi – basszusgitár, gitár, zongora, glockenspiel
- Dahm Majuri Cipolla – dobfelszerelés (2018–)

Korábbi tagok
- Yasunori Takada – dobfelszerelés, szintetizátor, glockenspiel (1999–2017)

## Diszkográfia
Stúdióalbumok
- Under the Pipal Tree (2001)
- One Step More and You Die (2002)
- Walking Cloud and Deep Red Sky, Flag Fluttered and the Sun Shined (2004)
- You Are There (2006)
- Hymn to the Immortal Wind (2009)
- For My Parents (2012)
- The Last Dawn (2014)
- Rays of Darkness (2014)
- Requiem for Hell (2016)
- Nowhere Now Here (2019)
- Pilgrimage of the Soul (2021)
- Oath (2024)

## Egyéb kiadványok
EP-k
- Hey, You (2000)
- Memorie dal Futuro (2006)
- The Phoenix Tree (2007)
- Split-lemezek
- Mono / Pelican (split-lemez a Pelicannal, 2005)
- Palmless Prayer / Mass Murder Refrain (split lemez a World's End Girlfriend-del, 2006)
- Transcendental (split lemez a The Ocean-nel, 2015)
- Scarlet Holliday (2022)

Remix albumok
- New York Soundtracks (2004)

Válogatáslemezek
- Gone: A Collection of EPs 2000-2007 (2007)

Koncertalbumok
- The Sky Remains the Same as Ever (DVD, 2007)
- Holy Ground: NYC Live with the Wordless Music Orchestra (DVD-n is megjelent, 2010)
- The Last Dawn/Rays of Darkness: Tour 2014-2015 (2015)
- Live in Melbourne (2017)